# Žofie Karolína Brunšvicko-Wolfenbüttelská
Žofie Karolína Brunšvicko-Wolfenbüttelská (Žofie Karolína Marie; 7. října 1737, Wolfenbüttel – 22. prosince 1817) byla brunšvicko-wolfenbüttelskou princeznou a sňatkem braniborsko-bayreuthskou markraběnkou.

## Život
Žofie Karolína se narodila jako nejstarší dcera vévody Karla I. Brunšvicko-Wolfenbüttelského a jeho manželky Filipíny Šarloty, dcery pruského krále Fridricha Viléma I. Měla staršího bratra a sedm mladších sourozenců.

### Jiří, princ z Walesu
V roce 1753 britský král Jiří II. doufal, že se Žofie Karolína provdá za jeho vnuka Jiřího, prince z Walesu (budoucího krále Jiřího III.). Byl to pokus o zlepšení vztahů s Pruskem, jehož krále Fridricha II. byla Žofie Karolína neteří a Jiří II. potřeboval pruské vojáky, aby mu pomohli vyvážit alianci mezi Francií a Rakouskem, ke které došlo důsledkem diplomatické revoluce. Princova matka Augusta, princezna vdova z Walesu, však královy plány zmařila, což zvýšilo napětí v britské královské rodině. Sám princ z Walesu, ovlivněn svou matkou, se tomuto sňatku vehementně bránil, tvrdíc, že nebude "bewolfenbuttellován". Augusta chtěla, aby se syn oženil s její neteří Frederikou, tento její plán však také selhal. Brzy poté co se stal v roce 1760 králem, se Jiří III. oženil se Šarlotou Meklenbursko-Střelickou; jejich manželství bylo šťastné.
Omítnutí Jiřího a jeho matky také odráželo další měnící se realitu v britské zahraniční politice: vztah s hannoverským kurfiřtstvím. Jiří II. i jeho otec Jiří I. byli oba potomky Hannoverské dynastie a oba se v Hannoveru narodili, a tak jim bylo toto kurfiřtství velmi citově drahé. Jako dcera brunšvicko-wolfenbüttelského vévody byla Žofie Karolína předky příbuzná se sousedním Hannoverem; dobré vztahy mezi kurfiřtstvám a jeho sousedy byly zásadní pro jeho pokračující bezpečnost, zvláště když se brzy očekávala další válka. Princ z Walesu a jeho matka však neměli k Hannoveru takový vztah jako předchozí králové, což ovlivnilo jejich rozhodnutí odmítnout sňatek s Žofií Karolínou. Přesto, že se Žofie Karolína do Británie neprovdala, oženil se v roce 1764 její starší bratr Karel s Jiřího sestrou Augustou a Jiřího syn Jiří IV. se oženil s jejich dcerou Karolinou Brunšvickou, aby pokračovaly blízké vztahy mez oběma rody.

## Sňatek
20. září 1759 se jednadvacetiletá Žofie Karolína v Braunschweigu provdala za o šestadvacet let staršího vdovce, markraběte Fridricha Braniborsko-Bayreuthského, jehož první manželka Vilemína Pruská byla Žofiinou tetou. Manželství Žofie Karolíny a Fridricha zůstalo bezdětné. Fridrich měl z prvního manželství dceru Alžbětu Frederiku Žofii, která byla o pět let starší než Žofie Karolína. Fridrich zemřel 26. února 1763, necelé čtyři roky po svatbě. Protože neměl mužského dědice, stal se po něm markrabětem jeho strýc Fridrich Kristián.
Žofie Karolína přežila manžela o více než padesát let a zemřela 22. prosince 1817.

## Vývod z předků
|                                           |                                                            |  |                               |                                                             |  |  |  |  |  |  |  | August Brunšvicko-Lüneburský |
|                                           |                                                            |  |                               |                                                             |  |  |  |  |  |  |  |                              |
|                                           | Ferdinand Albrecht I. Brunšvicko-Wolfenbüttelsko-Bevernský |  |                               |                                                             |  |  |  |  |  |  |  |                              |
|                                           |                                                            |  |                               |                                                             |  |  |  |  |  |  |  |                              |
|                                           |                                                            |  |                               | Alžběta Žofie Meklenburská                                  |  |  |  |  |  |  |  |                              |
|                                           |                                                            |  |                               |                                                             |  |  |  |  |  |  |  |                              |
|                                           | Ferdinand Albrecht II. Brunšvicko-Wolfenbüttelský          |  |                               |                                                             |  |  |  |  |  |  |  |                              |
|                                           |                                                            |  |                               |                                                             |  |  |  |  |  |  |  |                              |
|                                           |                                                            |  |                               | Fridrich Hesensko-Eschwegský                                |  |  |  |  |  |  |  |                              |
|                                           |                                                            |  |                               |                                                             |  |  |  |  |  |  |  |                              |
|                                           | Kristýna Hesensko-Eschwegská                               |  |                               |                                                             |  |  |  |  |  |  |  |                              |
|                                           |                                                            |  |                               |                                                             |  |  |  |  |  |  |  |                              |
|                                           |                                                            |  |                               | Eleonora Kateřina Falcká                                    |  |  |  |  |  |  |  |                              |
|                                           |                                                            |  |                               |                                                             |  |  |  |  |  |  |  |                              |
|                                           | Karel I. Brunšvicko-Wolfenbüttelský                        |  |                               |                                                             |  |  |  |  |  |  |  |                              |
|                                           |                                                            |  |                               |                                                             |  |  |  |  |  |  |  |                              |
|                                           |                                                            |  |                               | Anton Ulrich Brunšvicko-Wolfenbüttelský                     |  |  |  |  |  |  |  |                              |
|                                           |                                                            |  |                               |                                                             |  |  |  |  |  |  |  |                              |
|                                           | Ludvík Rudolf Brunšvicko-Wolfenbüttelský                   |  |                               |                                                             |  |  |  |  |  |  |  |                              |
|                                           |                                                            |  |                               |                                                             |  |  |  |  |  |  |  |                              |
|                                           |                                                            |  |                               | Alžběta Juliana Šlesvicko-Holštýnsko-Sonderbursko-Norburská |  |  |  |  |  |  |  |                              |
|                                           |                                                            |  |                               |                                                             |  |  |  |  |  |  |  |                              |
|                                           | Antonie Amálie Brunšvicko-Wolfenbüttelská                  |  |                               |                                                             |  |  |  |  |  |  |  |                              |
|                                           |                                                            |  |                               |                                                             |  |  |  |  |  |  |  |                              |
|                                           |                                                            |  |                               | Albrecht Arnošt I. Öttingenský                              |  |  |  |  |  |  |  |                              |
|                                           |                                                            |  |                               |                                                             |  |  |  |  |  |  |  |                              |
|                                           | Kristýna Luisa Öttingenská                                 |  |                               |                                                             |  |  |  |  |  |  |  |                              |
|                                           |                                                            |  |                               |                                                             |  |  |  |  |  |  |  |                              |
|                                           |                                                            |  |                               | Kristýna Frederika Württemberská                            |  |  |  |  |  |  |  |                              |
|                                           |                                                            |  |                               |                                                             |  |  |  |  |  |  |  |                              |
| Žofie Karolína Brunšvicko-Wolfenbüttelská |                                                            |  |                               |                                                             |  |  |  |  |  |  |  |                              |
|                                           |                                                            |  |                               |                                                             |  |  |  |  |  |  |  |                              |
|                                           |                                                            |  | Fridrich Vilém I. Braniborský |                                                             |  |  |  |  |  |  |  |                              |
|                                           |                                                            |  |                               |                                                             |  |  |  |  |  |  |  |                              |
|                                           | Fridrich I. Pruský                                         |  |                               |                                                             |  |  |  |  |  |  |  |                              |
|                                           |                                                            |  |                               |                                                             |  |  |  |  |  |  |  |                              |
|                                           |                                                            |  |                               | Luisa Henrietta Oranžská                                    |  |  |  |  |  |  |  |                              |
|                                           |                                                            |  |                               |                                                             |  |  |  |  |  |  |  |                              |
|                                           | Fridrich Vilém I.                                          |  |                               |                                                             |  |  |  |  |  |  |  |                              |
|                                           |                                                            |  |                               |                                                             |  |  |  |  |  |  |  |                              |
|                                           |                                                            |  |                               | Arnošt August Brunšvicko-Lüneburský                         |  |  |  |  |  |  |  |                              |
|                                           |                                                            |  |                               |                                                             |  |  |  |  |  |  |  |                              |
|                                           | Žofie Šarlota Hannoverská                                  |  |                               |                                                             |  |  |  |  |  |  |  |                              |
|                                           |                                                            |  |                               |                                                             |  |  |  |  |  |  |  |                              |
|                                           |                                                            |  |                               | Žofie Hannoverská                                           |  |  |  |  |  |  |  |                              |
|                                           |                                                            |  |                               |                                                             |  |  |  |  |  |  |  |                              |
|                                           | Filipína Šarlota Pruská                                    |  |                               |                                                             |  |  |  |  |  |  |  |                              |
|                                           |                                                            |  |                               |                                                             |  |  |  |  |  |  |  |                              |
|                                           |                                                            |  |                               | Arnošt August Brunšvicko-Lüneburský                         |  |  |  |  |  |  |  |                              |
|                                           |                                                            |  |                               |                                                             |  |  |  |  |  |  |  |                              |
|                                           | Jiří I.                                                    |  |                               |                                                             |  |  |  |  |  |  |  |                              |
|                                           |                                                            |  |                               |                                                             |  |  |  |  |  |  |  |                              |
|                                           |                                                            |  |                               | Žofie Hannoverská                                           |  |  |  |  |  |  |  |                              |
|                                           |                                                            |  |                               |                                                             |  |  |  |  |  |  |  |                              |
|                                           | Žofie Dorotea Hannoverská                                  |  |                               |                                                             |  |  |  |  |  |  |  |                              |
|                                           |                                                            |  |                               |                                                             |  |  |  |  |  |  |  |                              |
|                                           |                                                            |  |                               | Jiří Vilém Sasko-Lauenburský                                |  |  |  |  |  |  |  |                              |
|                                           |                                                            |  |                               |                                                             |  |  |  |  |  |  |  |                              |
|                                           | Žofie Dorotea z Celle                                      |  |                               |                                                             |  |  |  |  |  |  |  |                              |
|                                           |                                                            |  |                               |                                                             |  |  |  |  |  |  |  |                              |
|                                           |                                                            |  |                               | Éléonore Desmier d'Olbreuse                                 |  |  |  |  |  |  |  |                              |
|                                           |                                                            |  |                               |                                                             |  |  |  |  |  |  |  |                              |